# Йорба-Лінда
Йорба-Лінда (англ. Yorba Linda) — місто (англ. city) в США, в окрузі Орандж на півдні американського штату Каліфорнія. Населення — 68 336 осіб (2020).
Йорба-Лінда відома наявністю великої кількості елітних земельних ділянок і 30 кінськими стежками, довжина яких становить 160 кілометрів. 2005 року CNN поставив місто на 21-у позицію серед найкращих для проживання місць у США.

## Географія
Йорба-Лінда розташована приблизно в 21 кілометрі від центру Санта-Ани і в 60 кілометрах від центру Лос-Анджелеса, за координатами 33°53′13″ пн. ш. 117°46′21″ зх. д. / 33.88694° пн. ш. 117.77250° зх. д. (33.886956, -117.772590). За даними Бюро перепису населення США в 2010 році місто мало площу 51,85 км², з яких 50,46 км² — суходіл та 1,39 км² — водойми.

### Клімат
| Клімат : Йорба-Лінда  | Клімат : Йорба-Лінда | Клімат : Йорба-Лінда | Клімат : Йорба-Лінда | Клімат : Йорба-Лінда | Клімат : Йорба-Лінда | Клімат : Йорба-Лінда | Клімат : Йорба-Лінда | Клімат : Йорба-Лінда | Клімат : Йорба-Лінда | Клімат : Йорба-Лінда | Клімат : Йорба-Лінда | Клімат : Йорба-Лінда | Клімат : Йорба-Лінда |
| Показник              | Січ.                 | Лют.                 | Бер.                 | Квіт.                | Трав.                | Черв.                | Лип.                 | Серп.                | Вер.                 | Жовт.                | Лист.                | Груд.                | Рік                  |
| Середній максимум, °C | 21,7                 | 21,7                 | 22,8                 | 24,4                 | 25,6                 | 27,2                 | 30,6                 | 31,7                 | 30,6                 | 27,8                 | 24,4                 | 21,1                 | 25,8                 |
| Середній мінімум, °C  | 8,9                  | 8,9                  | 10,6                 | 11,7                 | 13,9                 | 16,1                 | 18,3                 | 18,3                 | 17,2                 | 14,4                 | 11,1                 | 8,3                  | 13,2                 |
| Норма опадів, мм      | 73                   | 81                   | 48                   | 20                   | 7                    | 3                    | 1                    | 0                    | 6                    | 18                   | 35                   | 51                   | 343                  |
| --------------------- | -------------------- | -------------------- | -------------------- | -------------------- | -------------------- | -------------------- | -------------------- | -------------------- | -------------------- | -------------------- | -------------------- | -------------------- | -------------------- |
| Джерело:              |                      |                      |                      |                      |                      |                      |                      |                      |                      |                      |                      |                      |                      |

## Демографія
Згідно з переписом 2010 року, у місті мешкали 64 234 особи в 21 576 домогосподарствах у складі 17 704 родин. Густота населення становила 1239 осіб/км². Було 22305 помешкань (430/км²).
Расовий склад населення:
| - 75,1 % — білих - 15,6 % — азіатів - 1,3 % — чорних або афроамериканців - 0,4 % — корінних американців - 0,1 % — вихідців з тихоокеанських островів - 3,5 % — осіб інших рас |

До двох чи більше рас належало 4,0 %. Частка іспаномовних становила 14,4 % від усіх жителів.
За віковим діапазоном населення розподілялося таким чином: 24,6 % — особи молодші 18 років, 63,6 % — особи у віці 18—64 років, 11,8 % — особи у віці 65 років та старші. Медіана віку мешканця становила 41,7 року. На 100 осіб жіночої статі у місті припадало 94,8 чоловіків; на 100 жінок у віці від 18 років та старших — 92,2 чоловіків також старших 18 років.
Середній дохід на одне домашнє господарство становив 143 743 долари США (медіана — 117 855), а середній дохід на одну сім'ю — 155 837 доларів (медіана — 130 443). Медіана доходів становила 89 728 доларів для чоловіків та 65 731 долар для жінок. За межею бідності перебувало 3,6 % осіб, у тому числі 4,3 % дітей у віці до 18 років та 4,1 % осіб у віці 65 років та старших.
Цивільне працевлаштоване населення становило 32 968 осіб. Основні галузі зайнятості: освіта, охорона здоров'я та соціальна допомога — 23,0 %, науковці, спеціалісти, менеджери — 13,5 %, виробництво — 13,2 %.

## Відомі уродженці та жителі
- Тут народився Річард Ніксон, президент США з 1969 по 1974 рік, однак його батько переїхав туди перш, ніж Йорба-Лінда отримало статус міста (останнє відбулося 2 листопада 1967). Зараз у місті розташовані музей Річарда Ніксона та бібліотека, названа на його честь[10].
- Міці Капча (н.1962) — американська актриса та кінорежисер.